# Poeonoma acantha
Poeonoma acantha är en fjärilsart som beskrevs av Willie Horace Thomas Tams och Wray Merrill Bowden 1953. Poeonoma acantha ingår i släktet Poeonoma och familjen nattflyn. Inga underarter finns listade i Catalogue of Life.